# Miasto słońca (film)
Miasto słońca – amerykański film obyczajowy z 2002 roku.

## Obsada
- Alex Lewis – Terrell
- Alan King – Murray Silver
- Cullen Douglas – Jefferson Cash
- Clifton James – Buster Bidwell
- Eliot Asinof – Cichy Sam
- James McDaniel – Reggie Perry
- Angela Bassett – Desiree Perry
- Edie Falco – Marly Temple
- Amanda Wing – Krissy
- Timothy Hutton – Jack Meadows
- Perry Lang – Greg
- Miguel Ferrer – Lester
- Gordon Clapp – Earl Pinkney
- Kyle Meenan – Dick Yordan
- Mary Steenburgen – Francine Pinkney
- Jon Coen – Policjant Bryce

## Fabuła
Firma planuje budowę kurortu na Florydzie w Sunshine State, co spotyka się ze sprzeciwem mieszkańców. W tym samym czasie do miasteczka przybywa Desiree, która wraca po długiej nieobecności. Marly kieruje hotelem i kawiarnią należącą do jej ojca, ale wkrótce musi zrezygnować...

## Nagrody i nominacje
Nagroda Satelita 2002
- Najlepsza aktorka drugoplanowa w dramacie – Edie Falco